# Turbinicarpus gielsdorfianus
Espèce
Synonymes
- Echinocactus gielsdorfianus Werderm.[2] [3]
- Gymnocactus gielsdorfianus (Werderm.) Backeb.[3]
- Gymnocactus gielsdorfianus (Werdermann) Backeberg[4]
- Neolloydia gielsdorfiana (Werderm.) F. M. Knuth[3]
- Pediocactus gielsdorfianus (Werderm.) Halda[2]
- Thelocactus gielsdorfianus (Werdermann) Borg[4]

Statut de conservation UICN

 CR B1ab(iii,v) : 
En danger critique
Turbinicarpus gielsdorfianus est une espèce de plantes à fleurs de la famille des Cactaceae et du genre Turbinicarpus. C'est un cactus endémique des déserts chauds de l'état de San Luis Potosí au nord-est du Mexique.